# تدبیر خدا (ترانه)
«تدبیر خدا» (انگلیسی: God's Plan) ترانه‌ای است که توسط رپر کانادایی دریک ضبط شده و در ۱۹ ژانویه ۲۰۱۸ از طریق یانگ مانی انترتینمنت و کش مانی رکوردز منتشر شد. این ترانه به صورت مشترک توسط دریک، رونالد لاتور، دیوون جکسون، متیو ساموئلز، ۴۰ و بروک کورسان نوشته شده و توسط کاردو، یانگ اکسکلوسیو، Boi-1da و ۴۰ تهیه شده‌است. «تدبیر خدا» به عنوان یک قطعه در آلبوم چندآهنگه ساعت‌های ترسناک (۲۰۱۸)و تک‌آهنگ آغازین آلبوم عقرب (۲۰۱۸) منتشر شد. از نظر موسیقایی، این ترانه به عنوان یک اثر پاپ، پاپ-ترپ و ترپ توصیف شده‌است، و اشعار آن به شهرت و سرنوشت دریک می‌پردازد.
این تک‌آهنگ در چارت‌های ایالات متحده، کانادا، ایتالیا، نروژ، آلمان، دانمارک، سوئد، استرالیا، نیوزلند، پرتغال و بریتانیا در رتبه اول و در چارت‌های والونیا، اسکاتلند، اسپانیا، فنلاند، سوئیس، اتریش، فلاندرز جزو ده تک‌آهنگ اول قرار گرفت.